# 解婁
解 婁（かい ろう、ヘ ル、朝: 해루、紀元前55年 - 紀元後34年）は、百済の家臣。百済の開国功臣10名中の一人で、大姓八族中の一つである解氏出身の家臣として『三国史記』「百済本紀」の中で初めて登場する人物である。

## 生涯
もとは夫余人。百済5部の北部に属していた。温祚王41年（23年）春正月、右輔の職位を授かっていた乙音が亡くなると、79歳で右輔の地位に昇った。彼は、識見が神のように極めて深く、齢70を超えても力が充実していたので、王は彼を登用した。温祚王が亡くなり、多婁王が即位した後も右輔の職位に留まり、多婁王7年である34年、90歳を一期に亡くなるが、その時まで11年の間、宰相職を遂行していたことになる。右輔の後任には東部に属する屹于が充てられた。